# Амброзій Кастравицький
Амброзій Кастравицький (1871 — 1937) — лікар, білоруський громадський діяч, брат Казимира Кастравицького (Каруся Каганця), батько Самуеля Кастравицького.

## Біографія
Належав до католицького середньозаможного шляхетського роду Кастравицьких герба «Байбуза», представники якого займали різні земські посади в Мінському воєводстві ВКЛ і Мінському повіті Мінської губернії. Саме з цієї гілки роду походить знаменитий французький поет Гійом Аполлінер.
Народився в сім'ї маянтковця Кароля Самуельовича Кастравицька (1814-1874) і його дружини середньозаможної шляхтянки Олени Тадеушівни Свентаржецької. Батько Кароль брав участь у повстанні 1863—1864, був засланий російською владою до Тобольська, а його маєток Малі Новосілки в Мінському повіті було вилучено. По лінії матері Амброзій Кастравицький був близьким родичем іншого повстанця — Болеслава Свентаржецького (1831-1888). Крім того, Кастравицькі мали близькі родинні зв'язки з іншими середньозаможними родами Мінщини — Ваньковичами, Войніловичами, Прушинськими, Оштарпами, Янішевськими та ін. Наприклад, близькою родичкою була Ядвіга Адамівна Кастравицька (з роду Войніловичів).
Амвросій Кастравицький народився в Цивінську, що в Сибіру. У 1874 сім'ї дозволено повернутися до Білорусі. Конфіскація родинного маєтку стала причиною зубожіння цієї гілки роду Кастравицьких і переходу її з категорії маянтковців до категорії малазаможної інтелігенції, хоча сім'я Кароля Кастравицького після повернення із заслання отримала притулок у близьких родичів — жили в селі Засулля близько Стовпців і селі Примагілле близько Дзержинська (зараз Дзержинськ). Там швидко помер батько Амброзія.
Закінчив гімназію в Санкт-Петербурзі і медичне відділення Московського університету (1897).
У 1901-1920 Костровицький працював лікарем у Ліді, Свенцянах і Мінську. Одружився з католичкою Марією Богушевською. Брав участь у білоруському національно-демократичному русі, фінансував видання літературних творів білоруською мовою, дружив із Вацлавом Івановським.
У 1916-1917 брав участь у мінському відділі Комітету допомоги жертвам війни, який очолив Роман Скірмунт. У березні 1917 був головою З'їзду білоруських національних організацій в Мінську, на якому був створений Білоруський Національний комітет на чолі з Романом Скірмунтом.
З літа 1920 жив у Варшаві, в 1925 отримав господарство в Білогруді, під Лідою.
Помер в 1937 році, похований у Білогруді. Сім'я (вдова і дві дочки) 10 лютого 1940 була депортована до азійської частини СРСР, реабілітована в 1996.
1. ↑  https://proza.ru/2021/11/20/1843